# TJ Lokomotiva Louny, oddíl baseballu
Lokomotiva Louny je baseballový oddíl z Loun. Oddíl je součástí TJ Lokomotiva Louny. Muži v letech 1995 a 1996 hráli Českou baseballovou extraligu. V současnosti hrají druhou nejvyšší soutěž.

## Nejlepší hráči historie klubu
- Jiří Srbecký (reprezentant ČR)
- Tomáš Oulický (reprezentant ČR)
- Vladislav Řehák (reprezentant ČR)
- Michal Kurc (reprezentant ČR)
- Jan Červa (trenér mládežnických družstev reprezentace ČR)
- Ivan Čech
- Petr Minařík
- Josef Srbecký (reprezentant ČR)
- Marek Minařík  (reprezentant ČR)
- Rick Jacques (USA)
- Scott Holder (USA)
- Miloš Kříž (asistent trenéra reprezentace ČR)